# Монтиано
Монтиа̀но Дикома̀но (на италиански: Montiano, на местен диалект Muncìn, Мунчин) е село и община в северна Италия, провинция Форли-Чезена, регион Емилия-Романя. Разположено е на 159 m надморска височина. Населението на общината е 1715 души (към 2012 г.).